# Distrito de Cieszyn
Cieszyn (en polaco: powiat cieszyński) es un distrito del voivodato de Silesia (Polonia).
Fue constituido el 1 de enero de 1999 como resultado de la reforma del gobierno local de Polonia aprobada el año anterior. Limita con otros cinco distritos: al norte con Jastrzębie-Zdrój y con Pszczyna, al este con Distrito de Bielsko-Biała y con Bielsko-Biała, al sudeste con Żywiec y al oeste con República Checa.
Está dividido en ocho municipios: tres urbanos (Cieszyn, Ustroń, Wisła), dos urbano-rurales (Skoczów y Strumień) y siete rurales (Brenna, Chybie, Dębowiec, Goleszów, Hażlach, Istebna y Zebrzydowice). En 2016, según la Oficina Central de Estadística polaca, el distrito tenía una superficie de 730,29 km² y una población de 177 562 habitantes.

## Localidades
- Godziszów
- Skoczów
- Ustroń
- Wisła